# Siparunaceae
Siparunaceae is een botanische naam, voor een plantenfamilie in de bedektzadigen. Een familie onder deze naam wordt vrij zelden erkend door systemen voor plantentaxonomie, maar wel door het APG-systeem (1998) en het APG II-systeem (2003).
Het gaat dan om een familie die twee of drie geslachten omvat (met totaal hooguit tweehonderd soorten). Dit zijn houtige planten, die voorkomen in de tropische gebieden van het zuidelijk halfrond.
De planten die deze familie vormen zijn door de meeste systemen van plantentaxonomie ingedeeld bij de Monimiaceae (evenals de planten die nu de Atherospermataceae vormen). Dit in opmerkelijk contrast met de AP-Website: daar vormen de Atherospermataceae, Gomortegaceae en Siparunaceae een samenhangende groep, die niet onmiddellijk verwant is aan de Monimiaceae.
Het APG II-systeem (2003) plaatst deze planten in de clade Magnoliiden, waarmee ze dus expliciet uitgesloten zijn van de 'nieuwe' Tweezaadlobbigen.